# Флоріан (ім'я)
Флоріан, Флор (лат. flos, род. floris) — українське чоловіче ім'я латинського походження, від слова «квітка» . Це ім'я дуже поширене в Німеччині, Австрії, Польщі, Угорщині, Румунії та Франції. Навпаки, воно дуже мало використовується в англосаксонських країнах.

Святий Флоріан у Львові на фронтоні споруди пожежної команди

Іменини Флоріана відзначаються 4 травня — у День пожежників.
Святий Флоріан — католицький святий, з яким пов'язано кілька чудес, у тому числі гасіння грандіозної пожежі лише одним кухлем води. Був австрійським мучеником четвертого століття. 
Покровитель пожежників, сталеливарників, гончарів, пекарів. Один з восьми покровителів Австрії.
В Україні зображення Святого Флоріана є на сучасному гербі міста Шаргорода у Вінницькій області, який був затверджений 19 травня 1995 року. «На блакитному щиті зі золотим обрамленням Святий Флоріан у срібних лицарських латах заливає водою з кухля пожежу, в правій руці тримає червлений щит з трьома схрещеними золотими списами».
Серед українських імен від квітки походять також імена Квітослав і Квітослава.

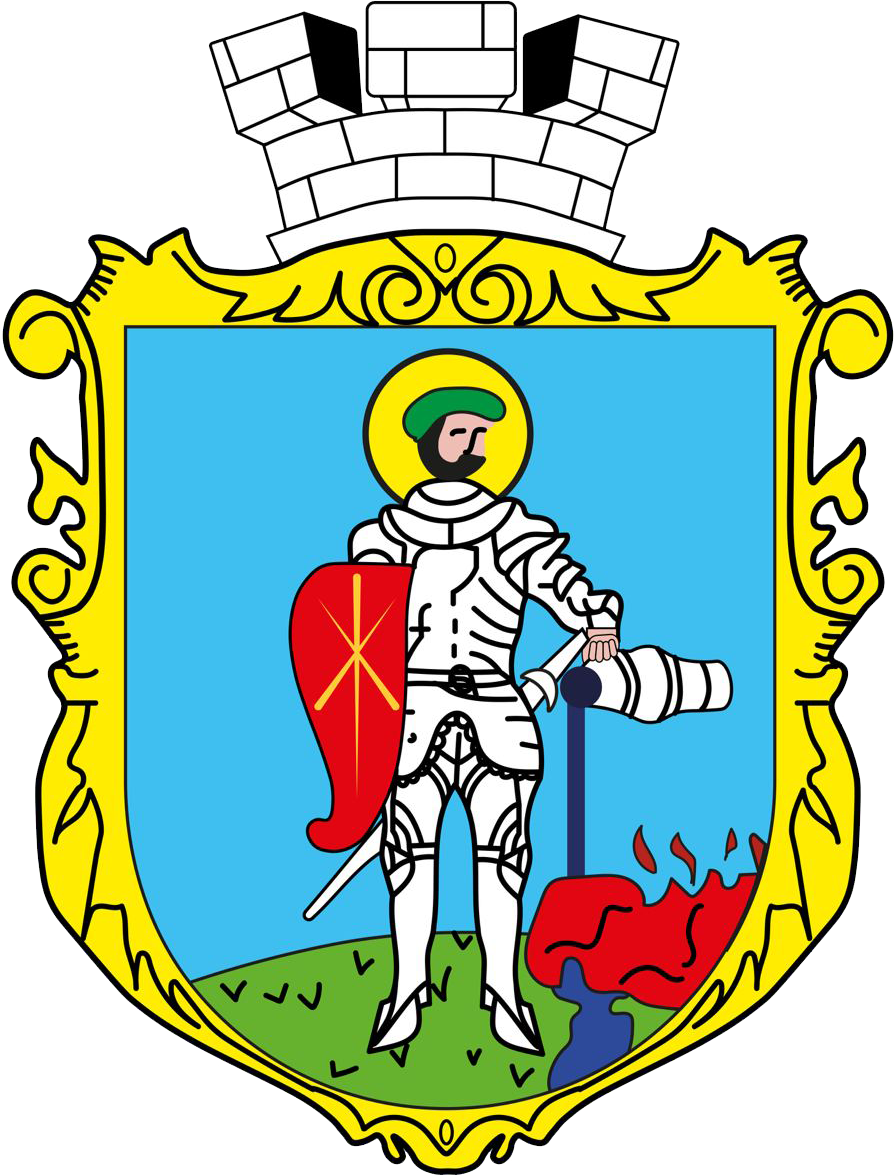
Герб міста Шаргорода

## Іншомовні аналоги
А — англ. Florian 

Б — біл. Фларыян, Флер'ян
        болг. Флориан 

Е — ісп. Florián 

І — італ. Floriano 

Л — лат. Florianus 

Н — нід. Florian 
         нім. Florian 
         норв. Florian

П — пол. Florian 

С — серб. Флоријан 
         словен. Florian 

У — угор. Flórián 
         укр. Флоріан 

Ф — фр. Florian 

Ч — чеськ. Florián 

## Дивися також
- Флоріан (значення)